# Igor Tchibirev
Igor Viktorovitch Tchibirev - en russe : Игорь Викторович Чибирев et en anglais : Igor Chibirev - (né le 19 avril 1968 à Penza en URSS) est un joueur professionnel ukrainien de hockey sur glace devenu entraîneur. Il a été naturalisé canadien. Il évolue au poste d'attaquant.

## Carrière
En 1986, il commence sa carrière avec le SKA Kalinin dans le second échelon soviétique. Il a été sélectionné en onzième ronde en 266e position au cours du Repêchage d'entrée dans la LNH 1993 par les Whalers de Hartford. Il découvre la Ligue nationale de hockey avec les Whalers en 1993-1994. Il a également évolué dans les ligues mineures d'Amérique du Nord ainsi qu'en Autriche, Suisse et Allemagne. Il a remporté la Coupe Turner 1993 avec les Komets de Fort Wayne. Il met un terme à sa carrière en 2002.

## Carrière internationale
Il a représenté l'Ukraine au niveau international. Il a participé aux Jeux olympiques de 2002.

## Trophées et honneurs personnels
- 1992 : nommé dans la meilleure ligne de la Superliga avec Oleg Petrov et Sergueï Vostrikov.

## Statistiques
| Saison     | Équipe                 | Ligue         |    | Saison régulière | Saison régulière | Saison régulière | Saison régulière | Saison régulière |    | Séries éliminatoires | Séries éliminatoires | Séries éliminatoires | Séries éliminatoires | Séries éliminatoires |
| Saison     | Équipe                 | Ligue         | PJ | B                | A                | Pts              | Pun              | PJ               | B  | A                    | Pts                  | Pun                  |                      |                      |
| 1986-1987  | SKA Kalinin            | Vyschaïa Liga | 6  | 0                | 1                | 1                | 2                |                  |    |                      |                      |                      |                      |                      |
| 1987-1988  | CSKA Moscou            | URSS          | 26 | 5                | 1                | 6                | 8                |                  |    |                      |                      |                      |                      |                      |
| 1988-1989  | CSKA Moscou            | URSS          | 34 | 7                | 9                | 16               | 16               |                  |    |                      |                      |                      |                      |                      |
| 1989-1990  | CSKA Moscou            | URSS          | 46 | 8                | 2                | 10               | 12               |                  |    |                      |                      |                      |                      |                      |
| 1990-1991  | CSKA Moscou            | URSS          | 40 | 10               | 9                | 19               | 4                |                  |    |                      |                      |                      |                      |                      |
| 1991-1992  | CSKA Moscou            | MHL           | 30 | 16               | 16               | 32               | 12               |                  |    |                      |                      |                      |                      |                      |
| 1992-1993  | Komets de Fort Wayne   | LIH           | 60 | 33               | 36               | 69               | 2                | 12               | 7  | 13                   | 20                   | 2                    |                      |                      |
| 1993-1994  | Indians de Springfield | LAH           | 36 | 28               | 23               | 51               | 4                | --               | -- | --                   | --                   | --                   |                      |                      |
| 1993-1994  | Whalers de Hartford    | LNH           | 37 | 4                | 11               | 15               | 2                | --               | -- | --                   | --                   | --                   |                      |                      |
| 1994-1995  | Whalers de Hartford    | LNH           | 8  | 3                | 1                | 4                | 0                | --               | -- | --                   | --                   | --                   |                      |                      |
| 1994-1995  | Komets de Fort Wayne   | LIH           | 56 | 34               | 28               | 62               | 10               | --               | -- | --                   | --                   | --                   |                      |                      |
| 1995-1996  | HC Ambri-Piotta        | LNA           | 36 | 37               | 33               | 70               | 12               |                  |    |                      |                      |                      |                      |                      |
| 1996-1997  | HC Ambri-Piotta        | LNA           | 29 | 15               | 26               | 41               | 2                |                  |    |                      |                      |                      |                      |                      |
| 1996-1997  | EC Klagenfurt AC       | Autriche      | 8  | 2                | 5                | 7                | 2                |                  |    |                      |                      |                      |                      |                      |
| 1997-1998  | HC Ambri-Piotta        | LNA           | 40 | 35               | 41               | 76               | 24               |                  |    |                      |                      |                      |                      |                      |
| 1998-1999  | Fribourg-Gottéron      | LNA           | 32 | 13               | 14               | 27               | 25               |                  |    |                      |                      |                      |                      |                      |
| 1999-2000  | Hannover Scorpions     | DEL           | 52 | 25               | 25               | 50               | 24               | --               | -- | --                   | --                   | --                   |                      |                      |
| 2000-2001  | Hannover Scorpions     | DEL           | 58 | 25               | 34               | 59               | 6                | 6                | 2  | 2                    | 4                    | 4                    |                      |                      |
| 2001-2002  | Hannover Scorpions     | DEL           | 48 | 10               | 19               | 29               | 4                | --               | -- | --                   | --                   | --                   |                      |                      |
| Totaux LNH | Totaux LNH             | Totaux LNH    | 45 | 7                | 12               | 19               | 2                |                  |    |                      |                      |                      |                      |                      |